# Palestijnse Onafhankelijkheidsverklaring
De Palestijnse onafhankelijkheidsverklaring lag aan de basis van de vredesgesprekken met Israël die in 1991 startten met als principe: land voor vrede. Israël zou zich terugtrekken uit de gebieden die het sinds 1967 bezette (conform onder meer resolutie 242 van de VN-Veiligheidsraad) en de Palestijnen zouden Israël erkennen.